# Љенартов
Љенартов (слч. Lenartov) насељено је мјесто са административним статусом сеоске општине (слч. obec) у округу Бардјејов, у Прешовском крају, Словачка Република.

## Становништво
| Година:    | 1994. | 2004.    | 2014.    | 2024. |
| ---------- | ----- | -------- | -------- | ----- |
| Број људи: | 786   | 984      | 1100     | 1232  |
| Разлика:   |       | +25,19 % | +11,78 % | +12 % |

| Година:    | 2023. | 2024.   |
| ---------- | ----- | ------- |
| Број људи: | 1217  | 1232    |
| Разлика:   |       | +1,23 % |

Према подацима о броју становника из 2024. године насеље је имало 1232 становника.